# The Dragon Prince
The Dragon Prince (Príncipe de los dragones en Hispanoamérica y El príncipe dragón en España), conocida también como The Dragon Prince: the Mistery of Aaravos (El príncipe dragón: el misterio de Aaravos en España) a partir de la cuarta temporada, es una serie animada creada para Netflix por Aaron Ehasz y Justin Richmond y producida por Wonderstorm. La primera temporada se estrenó el 14 de septiembre de 2018 con 9 episodios bajo el título de "Libro 1: Luna", el 15 de febrero de 2019 bajo el título de "Libro 2: Cielo" se estrenó la segunda temporada contando de nuevo con otros 9 episodios, y el 22 de noviembre de 2019 se estrenó la tercera temporada, "Libro 3: Sol", que consta nuevamente de 9 episodios.
El día 24 de julio de 2020 se anunció en el home panel de la Comic-Con la cuarta temporada de la serie con el título de "Earth" (Tierra), y además se dio a conocer la producción de una saga completa de 7 temporadas.

## Argumento
La serie se desarrolla en un mundo de fantasía donde los humanos y los elfos están en conflicto. Hace mucho tiempo, los humanos utilizaban magia oscura, y fueron arrastrados por los dragones y elfos hacia un extremo del continente. Ahora, después de que los humanos mataran al rey dragón Avizandum conocido como "Trueno", y robaran a su huevo, la guerra es inminente. Mientras las fuerzas se juntan, los elfos sombra de luna intentan asesinar al rey humano Harrow del reino de Katolis y su heredero, el joven príncipe Ezran.
Después del atentado uno entre los elfos, la joven Rayla una elfa de luna, junto con Callum y su hermanastro pequeño Ezran, descubren que el huevo del rey dragón no fue destruido, sino robado. Juntos, para evitar la guerra, se comprometen a devolver el huevo a su madre Zubeia que se encuentra en la "torre tormenta" en el reino Xadia. Pero el mago Viren, el consejero del rey Harrow, está decidido a la guerra. Él toma el poder después de que el rey muere en el intento de asesinato, y envía a sus hijos Claudia y Soren tras los fugitivos.
Durante la aventura estos tres héroes conocerán muchos amigos, lugares y vivirán muchas situaciones divertidas y problemáticas. Callum aprenderá el verdadero significado del "arcanum"  del cielo, también Ezran deberá enfrentarse a la gran carga de convertirse en el futuro rey de Katolis, y Rayla deberá lidiar con su pasado, la muerte de sus camaradas, el destierro de sus padres y ahora el suyo de la comunidad de elfos de luna.

### Libro 1: Luna
En la primera entrega, Libro Luna, gran parte de la aventura se desarrolla a las afueras de Katolis, donde Ezran, Callum y Rayla huyen llevando el huevo de dragón trueno. Al final de la temporada, luego de que el huevo cae en un lago congelado y enferma, los héroes lo llevan a un veterinario de una ciudad, no pudiendo ayudarlos, desesperados encuentran una sanadora viajan a través de un valle llamado "caldera maldita" lleno de monstruos, que más adelante se revelan son ilusiones de una elfa de luna guardiana de un nexo lunar, esta elfa ilusionista llamada Lujanne no logra ayudarlos, pero les dice que la mejor opción es que el huevo eclosione, para ello debe estar en medio de una gran tormenta, a Callum se le ocurre romper la "gema primaria de cielo" que había tomado de Claudia, generando así una tormenta en donde nace Azymondias el príncipe dragón , Ezran lo apoda "Zym".

### Libro 2: Cielo
En la segunda entrega, Libro Cielo, mientras los héroes viajan hacia Xadia, Viren intenta descubrir para que sirve el espejo que encontró en la torre del rey dragón cuando robo el huevo. Después de muchos intentos con hechizos de revelación y de interrogar a un elfo de luna involucrado en el atentado contra el rey, al apagar las luces, descubre a Aaravos, un elfo de estrella muy poderoso prisionero dentro del espejo. Logra contacto con este a través de un ritual donde se comunican mediante un gusano de seda estelar, y obtiene poderes con los que realiza el ataque a los reyes de los demás reinos e intenta usurpar el trono. Al final de la temporada Callum estando inconsciente y en un profundo trance se vincula al arcanum de cielo, luego de haber utilizado magia oscura del libro de Claudia para salvar a un dragón de sol que fue derribado por Soren. Siguientemente Ezran vuelve a Katolis tras enterarse de la muerte de su padre, el rey Harrow. Mientras Callum y Rayla, llegan al límite entre los reinos del Oeste y Xadia.

### Libro 3: Sol
En la tercera entrega, Libro Sol, después de vagar por Xadia, Callum y Rayla tendrán un acercamiento amoroso. Mientras tanto, en Katolis, Ezran ascenderá al trono en medio de una inminente guerra y al sentirse en presión por los demás reinos libera a Viren que estaba encarcelado por traición al autoproclamarse líder de Katolis. Gracias al malévolo Aaravos, un elfo de estrella atrapado en un espejo, Viren obtiene poderes que lo hacen más fuerte, y junto a su ejército y aliados de otros reinos marchan hacia Xadia para exterminar Azymondias, el bebé dragón trueno, y a su madre la reina dragón Zubeia. Una vez en Xadia, Viren incursiona a la fortaleza de "Lux Aurea" de los elfos del sol en un plan ideado por Aaravos para volverlo poderoso, tanto a él como a su ejército. Juntos destruyen a la reina elfa de sol y el gusano de seda de Aaravos crece hasta tener el tamaño de una serpiente. Una vez se encuentran el ejército transformado de Viren al pie de la "torre tormenta" ocurre una épica y gran batalla, donde los tres héroes junto un par de amigos, el ejército de los elfos de sol y un par de dragones, salen victoriosos. En medio de una distracción Viren sube a la torre, lucha contra Rayla y la congela, e intenta absorber el poder de Zym llegando a la cima, Rayla empuja a Viren, cayendo ambos al vacío; pero Callum salva a Rayla utilizando un hechizo de alas mágicas y se confirma el amor entre ambos personajes. En la escena final dentro de una cueva Claudia revive a su padre Viren con uso de la magia oscura consumiéndola no del todo, y el gusano de seda de Aaravos aparece envuelto en un capullo luminoso.

### Libro 4: Tierra
La cuarta entrega entrega, Libro tierra, se desarrolla dos años después, las relaciones entre los elfos de Xadia y los reinos humanos han comenzado a mejorar. Después de haber tardado dos años en resucitar a Viren, aunque solo por treinta días, Claudia está convencida por Aaravos de que puede extender permanentemente la vida de su padre si es liberado de su prisión. Callum, ahora el Gran Mago de Katolis, y el Rey Ezran se reúnen con Rayla, quien pasó dos años buscando confirmación de la muerte de Viren. Después de que Zubeia y Azymondias llegan a Katolis, la reina dragón informa a los demás sobre la oscura historia de Aaravos y teme su regreso. Callum, Rayla, Ezran y Soren comienzan una nueva búsqueda para recuperar información clave sobre la prisión de Aaravos que anteriormente estaba dividida entre los Archidragones para evitar su escape. Juntos viajan a Umber Tor, hogar de Rex Igneous, el Archidragón de la Tierra, mientras que Viren, Claudia y su novio elfo de sangre terrestre Terrestrius se dirigen allí ellos mismos, guiados por un homúnculo creado por Aaravos. Janai, ahora reina de los Elfos del Fuego Solar, vive con su pueblo en un campamento de refugiados y pronto le propone matrimonio a Amaya, a pesar de que muchos de su pueblo temen que dañe su orgullo cultural. Más tarde, ella derrota a su hermano Karim, quien desea mantener las historias y tradiciones de su pueblo, después de desafiarla a un duelo a muerte. Callum y los demás se reúnen con Rex Igneous dentro de Umber Tor, pero son confrontados por Viren, quien, con la ayuda de Claudia, logra recuperar el mapa de la prisión de Aaravos que estaba grabado en el colmillo de Rex Igneous antes de escapar.

### Libro 5: Mar
En la quinta entrega, Libro Mar, Claudia y Terrestrius usan el mapa robado a Rex Igneous para guiar su camino hacia la prisión de Aaravos, pero Viren los frena y entra en un estado comatoso y luego catatónico después de usar magia oscura por primera vez desde su resurrección. Callum y Rayla se reúnen con Amaya y se dirigen a la gran biblioteca de Lux Aurea y descubren que Novablade, un arma que puede matar a Aaravos, se encuentra dentro del Starscraper. Durante su fuga de la ciudad, Zubeia queda infectada con magia oscura, lo que la hace sucumbir lentamente a su corrupción. En ausencia de Amaya, Karim, que había sido desterrado del dominio de Sunfire Elf, convoca a Bloodmoon Huntress para robar una sagrada Semilla Solar de Janai, con la intención de usarla para curar la visión de Sol Regem y liderar a los Sunfire Elves contra los humanos. Si bien Amaya frustra este esfuerzo a su regreso, uno de los generales de Janai la traiciona y le da a Karim la Semilla del Sol, así como un ejército de Elfos del Fuego Solar desertores. Callum, Rayla, Ezran y Soren encuentran al creador de la prisión de Aaravos, quien les cuenta la ubicación de la prisión en el Mar de los Castout. Durante su viaje allí, el grupo roba un trío de bebés Glow Toads del famoso pirata Finnegrin, quien los persigue a través del mar y Callum forma una conexión con el arcano del mar durante su lucha contra él, lo que le permite lanzar magia oceánica a voluntad. El grupo finalmente llega a la ubicación de la prisión y se enfrenta a Claudia, pero durante un breve enfrentamiento Rayla le corta una pierna, lo que obliga a Claudia a retirarse, y el grupo recupera una perla gigante que contiene la prisión en su interior. Después de despertar de su catatonia en el último día de su vida, Viren tiene una epifanía y decide aceptar su destino por remordimiento por sus acciones que llevaron a Claudia por un camino oscuro.

### Libro 6: Estrella
Callum y Rayla buscan una manera de destruir la perla que contiene a Aaravos para liberar a Callum de la oscuridad en su corazón. Mientras tanto, el Rey Ezran asume más responsabilidades como monarca, y Soren y Zym buscan a la Reina Dragón.
La temporada también desarrolla la tensión entre la Reina Janai y su hermano Karim, quien intenta derrocarla. Karim, en su búsqueda de poder, se alía con Sol Regem, lo que intensifica el conflicto. Viren, por su parte, experimenta una redención sorprendente, reconociendo sus errores y sacrificándose para salvar Katolis, lo que añade una capa de profundidad a su personaje.
Además, las relaciones románticas alcanzan nuevos puntos, con Rayla y Callum finalmente reuniéndose, y la boda de la Reina Janai y Amaya marcando un paso significativo hacia la paz entre humanos y elfos. Sin embargo, la liberación de Aaravos por parte de Claudia establece un escenario peligroso para la siguiente temporada, aumentando las apuestas para todos los personajes involucrados

### Libro 7: Oscuridad
TBA

## Personajes y reparto voces en inglés

### Humanos
- Callum (Jack DeSena) , el medio hermano mayor[6] de Ezran y el hijastro del rey.
- Ezran (Sasha Rojen), príncipe heredero de Katolis, y es el medio hermano menor de Callum
- Viren (Jason Simpson), asesor del Rey Harrow, y uno de los principales antagonistas de la serie. Practicante de la magia oscura, busca el avance de la raza humana por cualquier medio necesario.
- Claudia (Racquel Belmonte), hija de Viren, una talentosa maga oscura y el primer interés romántico de Callum.
- Soren (Jesse Inocalla), hijo de Viren, un soldado jactancioso, inmaduro pero de buen corazón.
- Rey Harrow de Katolis (Luc Roderique), el padre de Ezran y el padrastro de Callum.
- Reina Sarai de Katolis (Kazumi Evans), la madre de Ezran y Callum que fue asesinada por Avizandum varios años antes del comienzo de la serie.
- General Amaya, la tía materna sorda de Callum y Ezran que se comunica en lenguaje de señas[7] y  comandante de un puesto avanzado katoliano en la Brecha.
- Comandante Gren (Adrian Petriw), ayudante e intérprete de Amaya.
- Corvus (Omari Newton), uno de los exploradores de Amaya.
- Ellis (Nahanni Mitchell), una joven montañesa.
- Opeli (Paula Burrows), un miembro destacado del Consejo Superior de Katolis que se opone a Viren.
- Reina Aanya (Zelda Ehasz), la joven gobernante de Duren que es sabia más allá de sus años.
- Capitán Villads (Peter Kelamis), un expirata ciego y excéntrico.
- Príncipe Kasef de Neolandia (Vincent Tong), quien tomó el trono después de que su padre fue gravemente herido por los asesinos en la sombra de Viren, y que llama a la guerra contra Xadia.
- Saleer (Jonathan Holmes), un concejal Katoliano que  se vuelve contra Ezran.
- El panadero (Jason Simpson) de la corte real de Katolis, que es muy aficionado a Ezran a pesar de que el joven príncipe había robado muchas de sus tartas de gelatina en el pasado.
- Maestro cuervo (Cole Howard), el sustituto del siempre ausente Lord cuervo, el principal cuidador de cuervos mensajeros de la corte de Katolis.
- Ziard (Brian Drummond), el primer humano en usar magia oscura antes del exilio de la humanidad a las partes occidentales de Xadia. Fue asesinado en la batalla con Sol Regem cuando se negó a renunciar a su nuevo poder.[8]

### Elfos
- Rayla (Paula Burrows), una joven elfa asesina de la Sombra Lunar.
- Aaravos (Erik Todd Dellums), un Elfo toque de Estrella[9] y uno de los principales antagonistas de la serie. Es un maestro de la magia primitiva y oscura que usa Viren para lograr sus propios objetivos.
- Runaan (Jonathan Holmes), el líder de los elfos asesinos de la Sombra Lunar, enviado a matar al Rey Harrow y a Ezran.
- Ethari (Vincent Gale), esposo de Runaan y padre sustituto de Rayla.
- Lujanne (Ellie King), una ilusionista elfa de la Sombra Lunar, que vive en los reinos humanos y cuida el Nexo Lunar cercano a un pueblo.
- Janai (Rena Anakwe), una guerrera elfa del Fuego Solar y la hermana menor de la reina Khessa (Brenda Crichlow). También conocida como el Caballero Dorado de Lux Aurea, la capital de los Elfos del Fuego Solar.
- Nyx (Rhona Rees), cuyo nombre completo es "Naimi-Selari-Nykantia", es una Elfa Alas de Cielo un tanto avariciosa, una de las pocas de su clase dotada de alas funcionales. Ella desea beneficiarse de cualquier oportunidad que tenga, ya que intentó robar a Zym de Callum y Rayla para obtener una recompensa de su madre.[10]
- Ibis (Ian James Corlett), un mago Elfo Alas de Cielo que cuida a Zubeia en la Torre Tormenta.
- Lain y Tiadrin[11] (Tyrone Savage y Ely Jackson), los padres de Rayla, que formaban parte de los Elfos de la Guardia Dragón para Avizandum y Zubeia. Durante mucho tiempo, Rayla creyó que habían abandonado su deber cuando Viren mató a Avizandum, haciéndola sentir avergonzada de ellos, hasta que Callum descubre la verdad de que ayudaron a salvar el huevo de ser destruido por Viren.

### Animales y bestias mágicas
- Azymondias ("Zym"), un joven dragón de tormenta y el Príncipe Dragón titular.
- Sebo, el Sapo Luminoso mascota gruñona de Ezran.
- Avizandum (Chris Metzen), el difunto Rey de los Dragones, archidragón del cielo y el padre de Azymondias. Fue referido por los humanos como "Trueno".
- Zubeia (Nicole Oliver), la Reina de los Dragones, archidragón del cielo y la madre de Azymondias.
- Sol Regem (Adrian Hough), el antiguo Rey de los Dragones, archidragón del sol y guardián de la Brecha después de la desaparición de Avizandum. Cegado por Ziard, se ha vuelto odioso hacia los humanos.
- Ava, la amiga loba de tres patas de Ellis.
- Pip, el ave rapaz mascota del Rey Harrow.
- Phoe-Phoe, compañera Fénix Lunar de Lujanne.
- Berto (Paula Burrows), primer loro de Villads.
- Pyrrah, una dragón del sol de escamas rojas.

## Capítulos
| Libro | Libro | Saga                   | Título    | Episodios | Fecha de Estreno         |
| ----- | ----- | ---------------------- | --------- | --------- | ------------------------ |
|       | 1     | El Príncipe Dragón     | Luna      | 9         | 14 de septiembre de 2018 |
|       | 2     | El Príncipe Dragón     | Cielo     | 9         | 15 de febrero de 2019    |
|       | 3     | El Príncipe Dragón     | Sol       | 9         | 22 de noviembre de 2019  |
|       | 4     | El Misterio de Aaravos | Tierra    | 9         | 3 de noviembre de 2022   |
|       | 5     | El Misterio de Aaravos | Mar       | 9         | 22 de julio de 2023      |
|       | 6     | El Misterio de Aaravos | Estrellas | 9         | 26 de julio de 2024      |
|       | 7     | El Misterio de Aaravos | Oscuridad | 9         | 19 de diciembre de 2024  |

### Libro 1: Luna (2018)
| N.º (serie) | N.º (temp.) | Título                                         | Dirigido por       | Escrito por                   | Estreno mundial          |
| ----------- | ----------- | ---------------------------------------------- | ------------------ | ----------------------------- | ------------------------ |
| 1           | 1           | Echoes of Thunder Ecos de Trueno (ES)          | Giancarlo Volpe    | Aaron Ehasz y Justin Richmond | 14 de septiembre de 2018 |
| 2           | 2           | What is Done No hay Vuelta Atrás (ES)          | Giancarlo Volpe    | Aaron Ehasz y Justin Richmond | 14 de septiembre de 2018 |
| 3           | 3           | Moonrise Luna Llena (ES)                       | Giancarlo Volpe    | Devon Giehl y Iain Hendry     | 14 de septiembre de 2018 |
| 4           | 4           | Bloodthirsty Sedientos de Sangre (ES)          | Villads Spangsberg | Devon Giehl y Iain Hendry     | 14 de septiembre de 2018 |
| 5           | 5           | An Empty Throne Un Trono Vacío (ES)            | Villads Spangsberg | Aaron Ehasz y Justin Richmond | 14 de septiembre de 2018 |
| 6           | 6           | Through the Ice A Través del Hielo (ES)        | Villads Spangsberg | Aaron Ehasz y Justin Richmond | 14 de septiembre de 2018 |
| 7           | 7           | The Dagger and the Wolf La Daga y el Lobo (ES) | Villads Spangsberg | Devon Giehl y Iain Hendry     | 14 de septiembre de 2018 |
| 8           | 8           | Cursed Caldera El Cráter Maldito (ES)          | Villads Spangsberg | Aaron Ehasz y Justin Richmond | 14 de septiembre de 2018 |
| 9           | 9           | Wonderstorm Tormenta Mágica (ES)               | Villads Spangsberg | Aaron Ehasz y Justin Richmond | 14 de septiembre de 2018 |

### Libro 2: Cielo (2019)
| N.º (serie) | N.º (temp.) | Título                                          | Dirigido por       | Escrito por                   | Estreno mundial       |
| ----------- | ----------- | ----------------------------------------------- | ------------------ | ----------------------------- | --------------------- |
| 10          | 1           | A Secret and a Spark Un Secreto con Chispa (ES) | Villads Spangsberg | Aaron Ehasz y Justin Richmond | 15 de febrero de 2019 |
| 11          | 2           | Half Moon Lies La Cara Oculta de la Luna (ES)   | Villads Spangsberg | Aaron Ehasz y Justin Richmond | 15 de febrero de 2019 |
| 12          | 3           | Smoke and Mirrors Espejismos (ES)               | Villads Spangsberg | Devon Giehl y Iain Hendry     | 15 de febrero de 2019 |
| 13          | 4           | Voyage of the Ruthless A Toda Vela (ES)         | Villads Spangsberg | Neil Mukhopadbyay             | 15 de febrero de 2019 |
| 14          | 5           | Breaking the Seal La Carta Sellada (ES)         | Villads Spangsberg | Aaron Ehasz y Justin Richmond | 15 de febrero de 2019 |
| 15          | 6           | Heart of a Titan Corazón de Titán (ES)          | Villads Spangsberg | Aaron Ehasz y Justin Richmond | 15 de febrero de 2019 |
| 16          | 7           | Fire and Fury Fuego y Furia (ES)                | Villads Spangsberg | Devon Giehl y Iain Hendry     | 15 de febrero de 2019 |
| 17          | 8           | The Book fo Destiny El Libro del Destino (ES)   | Villads Spangsberg | Aaron Ehasz y Justin Richmond | 15 de febrero de 2019 |
| 18          | 9           | Breathe Respira (ES)                            | Villads Spangsberg | Aaron Ehasz y Justin Richmond | 15 de febrero de 2019 |

### Libro 3: Sol (2019)
| N.º (serie) | N.º (temp.) | Título                                             | Dirigido por       | Escrito por                   | Estreno mundial         |
| ----------- | ----------- | -------------------------------------------------- | ------------------ | ----------------------------- | ----------------------- |
| 19          | 1           | Sol Regem (ES)                                     | Villads Spangsberg | Aaron Ehasz y Justin Richmond | 22 de noviembre de 2019 |
| 20          | 2           | The Crown La Corona (ES)                           | Villads Spangsberg | Neil Mukhopadbyay             | 22 de noviembre de 2019 |
| 21          | 3           | Ghost Fantasma (ES)                                | Villads Spangsberg | Devon Giehl y Iain Hendry     | 22 de noviembre de 2019 |
| 22          | 4           | The Midnight Desert El Desierto de Medianoche (ES) | Villads Spangsberg | Aaron Ehasz y Justin Richmond | 22 de noviembre de 2019 |
| 23          | 5           | Heroes and Masterminds Héroes y Genios (ES)        | Villads Spangsberg | Aaron Ehasz y Justin Richmond | 22 de noviembre de 2019 |
| 24          | 6           | Thunderfall La Muerte del Rey (ES)                 | Villads Spangsberg | Aaron Ehasz y Justin Richmond | 22 de noviembre de 2019 |
| 25          | 7           | Hearts of Cinder Corazones de Ceniza (ES)          | Villads Spangsberg | Neil Mukhopadbyay             | 22 de noviembre de 2019 |
| 26          | 8           | Dragonguard La Guardia del Dragón (ES)             | Villads Spangsberg | Devon Giehl y Iain Hendry     | 22 de noviembre de 2019 |
| 27          | 9           | The Final Battle La Batalla Final (ES)             | Villads Spangsberg | Aaron Ehasz y Justin Richmond | 22 de noviembre de 2019 |

### Libro 4: Tierra (2022)
| N.º (serie) | N.º (temp.) | Título                                                  | Dirigido por    | Escrito por                   | Estreno mundial        |
| ----------- | ----------- | ------------------------------------------------------- | --------------- | ----------------------------- | ---------------------- |
| 28          | 1           | Rebirthday El Renacer (ES)                              | George Samilski | Aaron Ehasz y Justin Richmond | 3 de noviembre de 2022 |
| 29          | 2           | Fallen Stars Estrellas Fugaces (ES)                     | George Samilski | Aaron Ehasz y Justin Richmond | 3 de noviembre de 2022 |
| 30          | 3           | Breathtaking Asombroso (ES)                             | George Samilski | Aaron Ehasz y Justin Richmond | 3 de noviembre de 2022 |
| 31          | 4           | Throught the Looking Glass Al Otro Lado del Espejo (ES) | George Samilski | Aaron Ehasz y Justin Richmond | 3 de noviembre de 2022 |
| 32          | 5           | The Great Gates Las Grandes Puertas (ES)                | George Samilski | Neil Mukhopadhyay             | 3 de noviembre de 2022 |
| 33          | 6           | The Drakewood El Bosque de los Dragones (ES)            | George Samilski | Devon Giehl y Iain Hendry     | 3 de noviembre de 2022 |
| 34          | 7           | Beneath the Surface Bajo la Superficie (ES)             | George Samilski | Aaron Ehasz y Justin Richmond | 3 de noviembre de 2022 |
| 35          | 8           | Rex Igneous Rex Igneus (ES)                             | George Samilski | Devon Giehl y Iain Hendry     | 3 de noviembre de 2022 |
| 36          | 9           | Escape from Umber Tor La Huída de Umber Tor (ES)        | George Samilski | Aaron Ehasz y Justin Richmond | 3 de noviembre de 2022 |

### Libro 5: Mar (2023)
| N.º (serie) | N.º (temp.) | Título                                                    | Dirigido por    | Escrito por                                      | Estreno mundial     |
| ----------- | ----------- | --------------------------------------------------------- | --------------- | ------------------------------------------------ | ------------------- |
| 37          | 1           | Domina Profundis (ES)                                     | George Samilski | Aaron Ehasz, Justin Richmond y Michal Schick     | 22 de julio de 2023 |
| 38          | 2           | Old Wounds Viejas Heridas (ES)                            | George Samilski | Neil Mukhopadhyay, Aaron Ehasz y Justin Richmond | 22 de julio de 2023 |
| 39          | 3           | Nightmares and Revelations Pesadillas y Revelaciones (ES) | George Samilski | Devon Giehl, Ian Hendry y Aaron Ehasz            | 22 de julio de 2023 |
| 40          | 4           | The Great Bookey La Gran Libroteca (ES)                   | George Samilski | Aaron Ehasz, Justin Richmond y Michal Schick     | 22 de julio de 2023 |
| 41          | 5           | Archmage Akiyu La Archimaga Akiyu (ES)                    | George Samilski | Aaron Ehasz, Justin Richmond y Michal Schick     | 22 de julio de 2023 |
| 42          | 6           | Bait and Switch El Robo de Cebo (ES)                      | George Samilski | Devon Giehl, Ian Hendry y Aaron Ehasz            | 22 de julio de 2023 |
| 43          | 7           | Sea Legs Alma de Marinero (ES)                            | George Samilski | Neil Mukhopadhyay, Aaron Ehasz y Justin Richmond | 22 de julio de 2023 |
| 44          | 8           | Finnegrin's Wake Finnegrin (ES)                           | George Samilski | Devon Giehl, Ian Hendry y Aaron Ehasz            | 22 de julio de 2023 |
| 45          | 9           | Infantis Sanguine (ES)                                    | George Samilski | Joe Corcoran, Aaron Ehasz y Eugene Ramos         | 22 de julio de 2023 |

### Libro 6: Estrellas (2024)
| N.º (serie) | N.º (temp.) | Título                                            | Dirigido por    | Escrito por                                             | Estreno mundial     |
| ----------- | ----------- | ------------------------------------------------- | --------------- | ------------------------------------------------------- | ------------------- |
| 46          | 1           | Startouched Toque Estelar (ES)                    | George Samilski | Aaron Ehasz, Justin Richmond y Michal Schick            | 26 de julio de 2024 |
| 47          | 2           | Love, War and Mushrooms Amor, Guerra y Setas (ES) | George Samilski | Aaron Ehasz, Justin Richmond y Paige VanTassell         | 26 de julio de 2024 |
| 48          | 3           | The Frozen Ship El Barco Congelado (ES)           | George Samilski | Aaron Ehasz, Justin Richmond y Joe Corcoran             | 26 de julio de 2024 |
| 49          | 4           | The Starcraper Rascaestrellas (ES)                | George Samilski | Aaron Ehasz, Justin Richmond y Joe Corcoran             | 26 de julio de 2024 |
| 50          | 5           | Moonless Night Noche sin Luna (ES)                | George Samilski | Aaron Ehasz, Justin Richmond y Devon Giehl              | 26 de julio de 2024 |
| 51          | 6           | Moment of Truth El Momento de la Verdad (ES)      | George Samilski | Aaron Ehasz y Justin Richmond                           | 26 de julio de 2024 |
| 52          | 7           | The Red Wedding La Boda Roja (ES)                 | George Samilski | Aaron Ehasz, Justin Richmond y Michal Schick            | 26 de julio de 2024 |
| 53          | 8           | We all Fall Down Todos nos Derrumbamos (ES)       | George Samilski | Aaron Ehasz y Justin Richmond                           | 26 de julio de 2024 |
| 54          | 9           | Stardust Polvo de Estrellas (ES)                  | George Samilski | Aaron Ehasz, Justin Richmond, Devon Giehl y Iain Hendry | 26 de julio de 2024 |

### Libro 7: Oscuridad (2024)
| N.º (serie) | N.º (temp.) | Título                                                        | Dirigido por    | Escrito por                   | Estreno mundial         |
| ----------- | ----------- | ------------------------------------------------------------- | --------------- | ----------------------------- | ----------------------- |
| 55          | 1           | Death Alive La Muerte en Vida (ES)                            | George Samilski | Aaron Ehasz y Justin Richmond | 19 de diciembre de 2024 |
| 56          | 2           | True Hart Un Corazón Sincero (ES)                             | George Samilski | Joe Corcoran                  | 19 de diciembre de 2024 |
| 57          | 3           | The Glittering Bones En Busca de los Huesos Iridiscentes (ES) | George Samilski | Eugene Ramos                  | 19 de diciembre de 2024 |
| 58          | 4           | Unfinished Business Asuntos Pendientes (ES)                   | George Samilski | Devon Giehl y Iain Hendry     | 19 de diciembre de 2024 |
| 59          | 5           | Sticky Fingers La Promesa Viscosa (ES)                        | George Samilski | Paige VanTassell              | 19 de diciembre de 2024 |
| 60          | 6           | Inversion Inversión (ES)                                      | George Samilski | Aaron Ehasz y Justin Richmond | 19 de diciembre de 2024 |
| 61          | 7           | The Titan and the King El Rey y el Titán (ES)                 | George Samilski | Michal Schick                 | 19 de diciembre de 2024 |
| 62          | 8           | Dying Light El Ocaso Eterno (ES)                              | George Samilski | Devon Giehl y Iain Hendry     | 19 de diciembre de 2024 |
| 63          | 9           | Nova (ES)                                                     | George Samilski | Aaron Ehasz y Justin Richmond | 19 de diciembre de 2024 |

## Producción

### Desarrollo
La serie se anunció por primera vez el 10 de julio de 2018. Fue cocreada por Aaron Ehasz y Justin Richmond. Ehasz fue el escritor principal y productor ejecutivo de la serie animada Avatar: La leyenda de Aang, y un escritor y editor de historias para Futurama, mientras que Richmond codirigió el videojuego Uncharted 3: Drake's Deception. Giancarlo Volpe, exdirector de Avatar, es productor ejecutivo.
El príncipe dragón es producida por Wonderstorm, un estudio de producción multimedia cofundado en 2017, por Ehasz, Richmond y Justin Santistevan para trabajar tanto en El príncipe dragón como en un videojuego relacionado, y animado por Vancouver Studios basado en Bardel Entertainment.

### Estilo
El príncipe dragón es creada usando una animación de computadora tridimensional. Se aplicó una velocidad de cuadros reducida a la primera temporada para compensar la "flotabilidad"; la velocidad de fotogramas se ajustó para la segunda temporada en respuesta a los comentarios de los fanáticos. Los fondos se realizan mediante una combinación de modelado 3D y pintura a mano.

### Guion
El final de la temporada 2 se cambió de plan original para mantenerse fiel a lo que los personajes elegirían. Según Ehasz, uno de los objetivos fundamentales del equipo creativo con respecto a El príncipe dragón es "retratar un mundo de fantasía que se sienta más diverso y representativo que los mundos de fantasía e historias que hemos visto en el pasado".

### Lanzamiento
El príncipe dragón está disponible en el servicio de transmisión por secuencias Netflix, en todos los territorios donde el servicio de transmisión está disponible. La primera temporada se lanzó el 14 de septiembre de 2018. Los episodios se lanzaron simultáneamente, a diferencia de un formato serializado, para fomentar la observación de atracones, un formato que ha sido exitoso para otras series originales de Netflix.
Un tráiler fue lanzado en julio de 2018 en la Comic-Con de San Diego. La primera temporada se estrenó en septiembre de 2018. Una segunda temporada, anunciada en octubre de 2018, se lanzó el 15 de febrero de 2019.
El 22 de noviembre de 2019, se estrenó en Latinoamérica la tercera temporada, conformada por 9 episodios.

## Recepción
El sitio web de críticas de Rotten Tomatoes informa que el 100% de once críticos le dio a la serie una revisión positiva; la calificación promedio es de 7.8 de cada diez.
En una revisión anticipada del primer episodio, Aaron Prune de IGN elogió la serie por "explorar cómodamente los elementos de la historia oscura mientras le da a las audiencias una variedad de personajes adorables para participar" y la describió como una "serie animada que vale la pena para audiencias de todas las edades y etnias." Al repasar los primeros tres episodios, Alex Barasch de Slate también se mostró positivo con la serie, diciendo que a pesar de la "animación un poco inestable y algunos acentos marcadamente más inestables", a los fanáticos de la fantasía o de Avatar: La leyenda de Aang les gustará. Barasch elogió especialmente la inclusión del programa, como el rey Harrow y Ezran, ambos de raza negra, y la relación de Harrow con Viren, que describió como "los aspectos más convincentes del programa". También repasando los primeros tres episodios, Gavia Baker-Whitelaw de The Daily Dot reaccionó de manera similar a la inclusión racial del programa, diciendo que "combina el humor ridículo con una base sólida para el desarrollo de personajes y narraciones a largo plazo, [con] el personaje y los diseños que muestran un profundo afecto por el género". Ella criticó el acento de Rayla como "la peor parte del espectáculo", y la escasez de personajes femeninos.

## Videojuego
Al mismo tiempo que la serie, Wonderstorm está desarrollando un videojuego basado en la serie y ampliando su trama. El juego será un videojuego multijugador basado en el combate, pero no un MMO. Los jugadores podrán jugar como personajes de la serie. No se ha puesto a disposición información sobre plataformas compatibles o fechas de lanzamiento.